# John Cavanagh
John Cavanagh (Londen, 21 juli 1956) is een Brits boogschutter.
Cavanagh begon met boogschieten nadat hij in 1989 door een verwonding aan zijn ruggengraat in een rolstoel belandde. Hij schiet met een compoundboog in de W1-klasse. In 1995 werd hij lid van het Brits nationaal team. Hij debuteerde op de Paralympische Zomerspelen in Sydney (2000), waar hij vierde werd. Op de Spelen in Athene (2004) won hij in de individuele rondes de gouden medaille. Hij vestigde bovendien een nieuw record op de 18-pijlenronde. 
Cavanagh deed ook aan de Paralympische Spelen in Peking (2008). Hij behaalde daar in de individuele rondes een zilveren medaille.

## Palmares
| 2004 Paralympische Zomerspelen (individueel) | 2008 Paralympische Zomerspelen (individueel) |